# 聖母の結婚 (ジョルダーノ)
『聖母の結婚』（せいぼのけっこん、仏: Le Mariage de la Vierge、英: The Marriage of the Virgin）は、イタリア・バロック期のナポリ派の巨匠ルカ・ジョルダーノが1688年ごろ、キャンバス上に油彩で制作した絵画である。1869年にルイ・ラ・カーズ氏から同じくジョルダーノの手になる『羊飼いの礼拝』とともにパリのルーヴル美術館に寄贈されて以来、同美術館に所蔵されている。

## 歴史
ジョルダーノは1690年にスペインのマドリードに赴いたが、この絵画はその直前に描かれたと思われる。18世紀末にスペイン王妃の私室を飾っていた聖母マリアの生涯の17の場面を描いた連作の1点とされる。ナポレオン戦争中にスペイン王ホセ1世となったジョゼフ・ボナパルトからダルマニャック (d'Armagnac) 将軍に贈られ、フランスにもたらされた。後の1857年の将軍のコレクションの売り立てで、ルイ・ラ・カーズ氏の所有となった。

## 作品

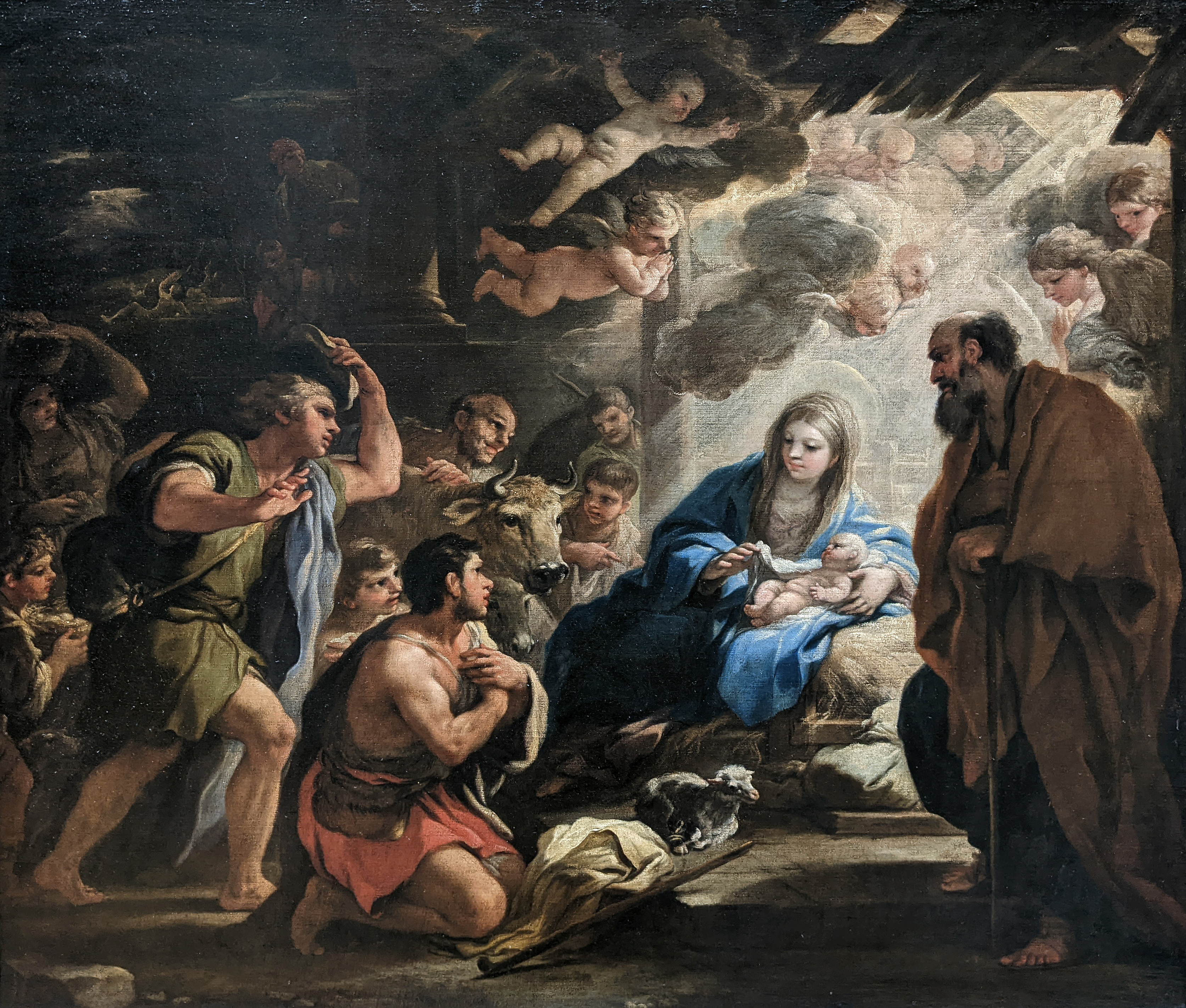
ルカ・ジョルダーノ『羊飼いの礼拝』 (1688年ごろ)、ルーヴル美術館、パリ

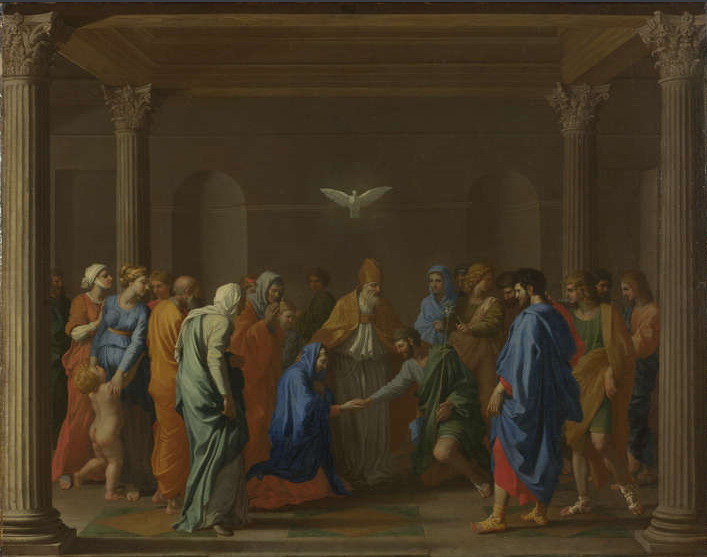
ニコラ・プッサン『結婚』 (1637-1640年)、フィッツウィリアム美術館、ケンブリッジ

本作はバロックの絵画としては珍しく左右対称の構図となっている。中央の光に満ちたアーチの下に立っているのは、聖母マリア、聖ヨセフ、高僧である。主役であるマリアは、輝かしい青色の服、スポットライトのような光、雲の天使たちによって強調されている。周囲の人物たちは皆、マリアに注目している。イエス・キリストの顔立ちを連想させる聖ヨセフは、選ばれた者の印である花咲く枝を持ち、左からマリアに歩み寄っている。前景で跪いているのはマリアに壺を持ってきた女性で、壺はおそらく母となるマリアの象徴である。
古典主義的な均衡という特徴から、この絵画はフランスの17世紀の画家ニコラ・プッサンを思わせるものがあり、とりわけ彼の「7つの秘蹟」連作中の『結婚』に類似している。